# Chrysoprasis festiva
Chrysoprasis festiva är en skalbaggsart som beskrevs av Audinet-serville 1834. Chrysoprasis festiva ingår i släktet Chrysoprasis och familjen långhorningar.
Artens utbredningsområde är:
- Costa Rica.
- Guyana.
- Panama.
- Venezuela.

Inga underarter finns listade i Catalogue of Life.